# Federico Fedele
Federico Nelson Fedele (Montevideo, 28 aprile 1988) è un giocatore di calcio a 5 uruguaiano.

## Carriera

### Club
Cresciuto nelle giovanili del Peñarol, nel 2007 viene acquistato dal Verona insieme ai connazionali Lamanna e Skurko. Utilizzato sia in prima squadra sia nella formazioni Under 21, gioca per due stagioni in Serie B conquistando al secondo tentativo la promozione grazie alla vittoria dei play-off. Confermato anche in Serie A2, diviene gradualmente uno dei punti di forza della squadra fino alla stagione 2011-12 che ne segna la definitiva consacrazione: le 20 reti siglate in 21 partite. contribuiscono alla vittoria del girone A riportando il Verona nella massima serie dopo oltre dieci anni di assenza. L'esordio in Serie A è tuttavia traumatico per la compagine scaligera; Fedele disputa 20 partite realizzando 8 reti che non bastano a garantire la salvezza. Rimasto svincolato, il pivot fa ritorno in patria per giocare con il Peñarol. La stagione seguente si trasferisce al Vramian ricoprendo il doppio ruolo di giocatore e allenatore delle formazioni Under 17 e Under 15, ma appena tre mesi più tardi rescinde il contratto per fare ritorno nel campionato italiano, legandosi al Futsal Barletta in Serie B.

### Nazionale
Ha esordito nella nazionale under 20 del proprio paese nel 2006; due anni più tardi ha preso parte al Sudamericano di categoria in cui l'Uruguay è stato eliminato al primo turno. Con la nazionale maggiore ha giocato la Copa América 2011.

## Palmarès
- Campionato di Serie A2: 1

Verona: 2011-12